# Nannotrigona tristella
Nannotrigona tristella är en biart som beskrevs av Cockerell 1922. Nannotrigona tristella ingår i släktet Nannotrigona och familjen långtungebin. Inga underarter finns listade i Catalogue of Life.